# Gladiolus attilae
Gladiolus attilae är en irisväxtart som beskrevs av Kit Tan, B.Mathew och A.Baytop. Gladiolus attilae ingår i släktet sabelliljor, och familjen irisväxter.
Artens utbredningsområde är Turkiet. Inga underarter finns listade i Catalogue of Life.